# Животните от старата гора
„Животните от старата гора“ (на английски: The Animals of Farthing Wood) е британско-френски анимационен сериал, базиран на едноименната поредица от книги на английския автор Колин Дан.
Сюжетът се върти около група животни, които са принудени на напуснат гората, където живеят, тъй като хората са започнали да я унищожават с цел да построят къщи на нейното място. Водени от лисицата Фокс, те предприемат пътуване до резервата „Белият елен“, където ще бъдат защитени.
Продуциран е от Martin Gates Productions и Telemagination в Лондон, и La Fabrique в Монпелие, но е излъчван и в други европейски страни. През януари 1993 г. е пуснат за първи път в Норвегия, Германия, Нидерландия, Белгия, Ирландия, Италия и Великобритания.
На 3 октомври 2016 г. Network Distributing пуска на DVD всичките три сезона в комплект. Това е първият път, в който всички епизоди са пуснати на английски като официално издание.